# F.E.A.R. 2: Project Origin
F.E.A.R. 2: Project Origin es el nombre de la secuela del videojuego de terror F.E.A.R., desarrollado por Monolith Productions, para Xbox 360, PlayStation 3 y PC Cuyo nombre fue seleccionado en el concurso "Name your fear", en el cual cada persona podía dar su opinión sobre el nombre de la secuela.
La misma no se titula F.E.A.R. 2 debido a que los derechos del nombre F.E.A.R. los posee Vivendi Universal, sin embargo el argumento no perderá ni el guion ni los personajes originales.
Debido a este conflicto de derechos de autor, Project Origin continuará la secuela de F.E.A.R., tal y donde acaba el primero de esta serie (F.E.A.R.), e ignorará por tanto todo lo ocurrido en las dos expansiones de este juego (F.E.A.R. Extraction Point, y F.E.A.R. Perseus Mandate), situándose en el tiempo en la misma línea argumental del primer F.E.A.R., justo 30 minutos antes de que éste finalice. Cuenta con una expansión llamada F.E.A.R. 2: Reborn.

## Recepción
Las críticas de los medios especializados, en general han resultado positivas, con una media del 79% según Metacritic, la cual agrupa las calificaciones de diferentes revistas. Se crítica su escasa evolución argumental y técnica respecto a la primera parte, aunque se alaba que mantiene la misma atmósfera de terror y nivel de acción que su predecesor.

## ConcursoName Your Fear
El 4 de junio de 2007 Monolith anunció un concurso, llamado "Name Your Fear" ("Nombra Tu Miedo"), para encontrar un nuevo nombre para la secuela. Los concursantes tenían hasta el 22 de junio para presentar un nombre, después los 3 finalistas serían escogidos. De este concurso salió seleccionado el nombre "Project Origin" como nombre definitivo para la secuela de F.E.A.R., cuya salida fue el 13 de febrero de 2009.

## Argumento
La historia comienza 30 minutos antes de que finalizara la primera entrega y se centra en Michael Becket, que forma parte de un comando Delta Force enviado a capturar a Genevieve Aristide, ejecutiva de Armacham, para interrogarla ya que fue la responsable de, en la primera entrega, reabrir la cámara donde estaba Alma que fue lo que desató el caos en la ciudad. El juego abre con el personaje Michael Becket teniendo visiones de Alma en una ciudad ruinas. Becket y su equipo llegan al edificio donde estaba Aristide que se encuentra bajo asalto por parte de las fuerzas de ATC. Una vez encontrada Aristide, esta le cuenta a Michael Becket algo acerca de un proyecto llamado "Harbinger" pero inmediatamente becket sufre alucinaciones provocadas por Alma, justo después sufren los efectos de la explosión que afecta la ciudad (originada por Pointman en el final del primer juego) y los integrantes del comando Delta quedan inconscientes. En ATC ha tomado el poder de la junta directiva y ha ordenado destruir todas las instalaciones y liquidar a cualquier sobreviviente para dejar así sin pruebas de lo sucedido. Luego de la explosión y quedar inconsciente, Becket despierta en un hospital de Armachan bajo tierra donde Genevieve planea experimentar con el sujeto para aumentar sus poderes psíquicos, como parte del Proyecto Harbinger, objetivo que logra luego de enfrentar a la gente de Armachan que planea destruir el lugar. Du
A causa de esos  otes recibidos sufre de constantes apariciones de Alma, con cuerpo de una mujer desnuda de unos 26 años totalmente demacrada. El hospital es atacado por fuerzas de ATC lideradas por el coronel Richard Vanek, Entonces el Sargento Becket decide encontrar una salida. Mientras escapa del hospital, Becket se encuentra con Redd Jankowski (hermano menor de Spencer Jankowski), que está siendo destrozado por una máquina quirúrgica. Después de escapar del hospital y enfrentarse con el comandante de las fuerzas de la ATC, Becket es contactado por un misterioso hombre quien lo ayuda a escapar de la instalación y le revela quién es la mujer que lo persigue. Becket se encuentra con los Replicas. Posteriormente es atacado repetidamente por Alma, quien según Snake Fist quiere "absorber" a Becket, atraída hacia él por la energía psíquica que ahora emite después de la operación. En el transcurso del juego iremos encontrando algunos documentos mostrando que el Proyecto Origen no era el único que llevaba a cabo Armachan. 
Después de llegar a la superficie, Becket es contactado de nuevo por el misterioso hombre que se autodenomina con el nombre clave Snake Fist. Becket se reagrupa con lo que queda de su equipo, muchos de los cuales han sido asesinados sistemáticamente por Alma. Ahora el grupo consiste solamente en Becket, Teniente Keira Stokes, y los Sargentos Manuel Morales y Harold Keegan, el equipo va a la Escuela Primaria Wade, una escuela controlada por Armacham donde Snake Fist y Aristide se esconden. Una vez que se alcanza el sótano, Becket descubre que el sótano de la escuela es otro centro de investigación de Armacham, para un proyecto conocido como Proyecto Paragon. Aquí, Becket descubre que Proyecto Harbinger fue un intento de crear más comandantes psíquicas similar a Paxton Fettel sin el uso de Alma Wade, y que Becket y Keegan fueron los temas más prometedores. Proyecto Paragon, por su parte, tiene el objeto de acondicionar los niños con poderes psíquicos para trabajar para Armacham.
En el sótano de la instalación, Becket mata a Vanek y encuentra a Snake Fist. Snake Fist se revela como un investigador de Armacham y explica que la única manera de derrotar a Alma es viajar a una base de Armacham en el interior de un reactor nuclear debajo de Still Island, que contiene un dispositivo que puede amplificar el poder psíquico. Con este dispositivo, es posible que Becket pueda destruir a Alma con sus propias habilidades psíquicas. Snake Fist insiste en que deben salir inmediatamente, y luego presenta a Becket un arma experimental que robó de la instalación. Al tomar el arma, un Asesino Replica salta de la repisa y decapita a Snake Fist, matándolo instantáneamente.
En la ruta a Still Island, el equipo de Becket es emboscada por Replicas, y el Sargento Keegan debido a las alucinaciones provocadas por Alma pierde la razón y se retira en medio de la batalla. Becket intenta recuperar a Keegan, pero se retrasa por las fuerzas Replicas. Después de combatir tanto a los soldados enemigos y más ataques de Alma, finalmente se reúne con el resto del equipo por debajo de Still Island y se dirige a las instalaciones de Armacham. Becket entra en el Amplificador Telequinético, pero mientras que Stokes se prepara para encender la máquina, es interrumpida por Genevieve Aristide, quien explica que ordenó la operación en Becket para que sirviera como señuelo para Alma. En lugar de destruirla, Aristide planea sellar a Becket y a Alma en el interior del amplificador juntos, para que Aristide puede utilizar Alma como influencia contra Armacham. Stokes no está de acuerdo con la acción de Artistide e intenta desenfundar su arma, pero Artistide le dispara antes de que Stokes pudiera apuntar su arma. Stokes cae al suelo, siendo su destino final desconocido.
Alma luego aparece y asesina a Artistide, Stokes aun malherida logra escapar y cierra la cámara del amplificador. Alma no le presta atención y se centra en Becket, a quien ella envía a otro "alucinación", en la que combate las apariciones de un Sargento Keegan enloquecido e intenta activar el Amplificador y destruir a Alma. Mientras Becket lucha contra Keegan, la batalla se intercala con imágenes de Alma violando a Becket. Finalmente, después de activar el último interruptor, Becket escapa de la alucinación para encontrarse encerrado dentro del Amplificador. El Amplificador se abre desde el exterior por Alma, que se acerca a Becket y revela que está embarazada con el hijo de Becket, concebido cuando Alma violó a Becket durante la alucinación. Alma toma la mano de Becket y la coloca por encima de su estómago, revelando que el hijo es de Becket. El juego termina cuando Becket oye al bebe que dice "Mamá" interior de Alma la cual sonríe.

### Proyecto Paragon
Tenía el fin de encontrar y manipular a través de comida, educación, etc. a futuros comandes psíquicos, desde la escuela de la ciudad, buscando niños con el capacidades psíquicas de nacimiento. Esto lo veremos cuando estemos en la escuela y descubramos que también es manejada por Armachan para realizar este proyecto.

### Proyecto Perseus
Crea soldados réplica que responden a comandantes psíquicos creados por el Proyecto Harbinger.

### Proyecto Origen
Es el proyecto original que consistía en gestar al sujeto para que herede los dotes psíquicos de la madre, Alma, así poder comandar los soldados réplicantes. Este proyecto dejó de funcionar ya que Alma, físicamente, está muerta; por Genevieve da paso al siguiente proyecto: El Proyecto Harbinger.

### Proyecto Harbinger
Dice que será el reemplazante del Proyecto Origen y consiste en que son evaluados los posibles candidatos a convertirse en comandantes psíquicos. En este proyecto, los seleccionados tienen un contacto especial con Alma. Por eso la mayoría de los integrantes del grupo son asesinados por Alma, ya que no resisten las pesadillas y alucinaciones influenciadas por Alma, a excepción de Becket que es lo suficientemente fuerte para sobrevivir. Cabe destacar que la Tte. Stokes no es seleccionada para este proyecto, por eso Alma no la registra y logra sobrevivir hasta el final donde es "asesinada" por Genevieve.
En los exámenes que realiza Genevieve para ver cuál es el más apto para convertirse en el comandante psíquico, Becket es el que arroja mejores resultados, Seguido por Keegan como segunda opción y los demás hombres como reserva a excepción de la Tte. Stokes que no tenía ninguna capacidad psíquica.
Al parecer los dotes recibidos por parte del proyecto, crea a los más débiles un contacto irresistible con Alma en donde ella termina asesinándolos en el transcurso del juego excepto a Becket que es capaz de resistirlos.

## Posible Final
Al aumentar nuestro poder psíquico, al parecer Alma se enamora de Becket (durante todo el juego no nos dejará en paz). Aparentemente las alucinaciones y pesadillas en vivo generada por Alma, era una especie de prueba que nos está haciendo para ver si el futuro padre de su 3.er hijo es lo suficientemente fuerte. Al pasar el juego y demostrar que efectivamente Becket es fuerte, en ese escenario final creado por alma, ésta nos 'viola' sin darnos cuenta mientras luchamos contra fantasmas creados por Alma. Luego, esto explica la escena final donde vemos a Alma desnuda y embarazada, se nos acerca, toma nuestra mano y la posa sobre su vientre dando a entender que Becket es el padre.
Así da lugar a la 3.ª entrega de F.E.A.R.

## Videojuegos F.E.A.R.
- F.E.A.R. First Encounter Assault Recon
- F.E.A.R. Extraction Point
- F.E.A.R. Perseus Mandate